# Pieter Bout
Pieter Bout (mezi roky 1640 až 1658, Brusel – mezi roky 1689 a 1719, Brusel) byl vlámský malíř, rytec a kreslíř. Je známý svými obrazy krajin, měst a pobřeží. Do krajin vkládal architektonické prvky ve stylu připomínajícím dřívější vlámské mistry, jako například Jana Brueghela staršího.

## Životopis
I když byl Pieter Bout ve své době známým umělcem, jak dokazují jeho časté spolupráce s významnými vlámskými malíři, mnoho podrobností o jeho životě známo není. Narodil se pravděpodobně v Bruselu, někdy mezi lety 1640 až 1658. Také není známo u koho se učil malovat. V roce 1671 se stal mistrem v bruselském cechu sv. Lukáše. Jeho nejstarší dílo je datováno rokem 1664, tedy z doby před jeho přijetím do cechu. Oženil se 30. listopadu 1667 v Bruselu. Pravděpodobně mezi lety 1675 až 1677 byl Bout v Paříži, kde často spolupracoval s Adriaenem Frans Boudewijnsem, který v té době v Paříži žil. Ani tato informace není ověřená. Do Bruselu se Bout vrátil v roce 1677, kde se podruhé 9. srpna 1695 oženil. Po zbytek své kariéry zůstal v Bruselu, ačkoli během té doby pravděpodobně navštívil Nizozemsko a Itálii. Datum jeho smrti je nejisté. Některé prameny uvádějí rok 1689, jiné 1719. Rok 1719 je založen na dataci jeho obrazu.

## Dílo
Pieter Bout byl velmi plodný umělec, který pracoval v mnoha žánrech. Nejvíce jeho obrazů jsou krajinomalby. Mnoho z nich jsou pohledy na města, vesnice, přístavy, pobřeží či řeky. Často pracoval ve stylu Jana Brueghela mladšího. Některé z jeho obrazů nezapřou podobnost s prací Davida Tenierse mladšího či bruselskými krajináři jako byl Adriaen Frans Boudewijns, Lucas Achtschellinck a Jacques d'Arthois pro kterého také často pracoval, maloval pro něho takzvané stafáže („staffage“). Jiné jeho italské krajiny byly malovány ve stylu Nicolaese Pietersze. Berchema. Pracoval také ve stylu podobném stylu Pietera Casteelsa II, vlámského malíře, známého krajináře italské krajiny a měst. Jeho obrazy často ukazují scény z vesnických festivalů či lidi bavící se na ledě.
Pieter Bout spolupracoval i s Lucasem Smoutem, pro kterého také maloval stafáže. Obraz Lucase Smouta je znám jako Harbour and Fish Market (Přístav a rybí trh), (Musée des beaux-arts de Quimper) a možná zobrazuje pláž a přístav Scheveningen. Kompozice a postavy se velmi podobají obrazu Pietera Boutse Selling Fish at the Beach of Scheveningen (Prodej ryb na pláži Scheveningen). Rijksmuseum přisuzuje Boutovi malbu s náboženskou tematikou nazvanou „The Adoration of the Shepherds“ (Klanění pastýřů). Jeho obrazy jsou živé a tahy štětce přesné, paleta je čistá a měkká a odpovídá stylu 18. století. Boutovy kresby a lepty jsou podobné jeho obrazům jak ve stylu, tak námětu.

Pieter Bout, ukázka prací
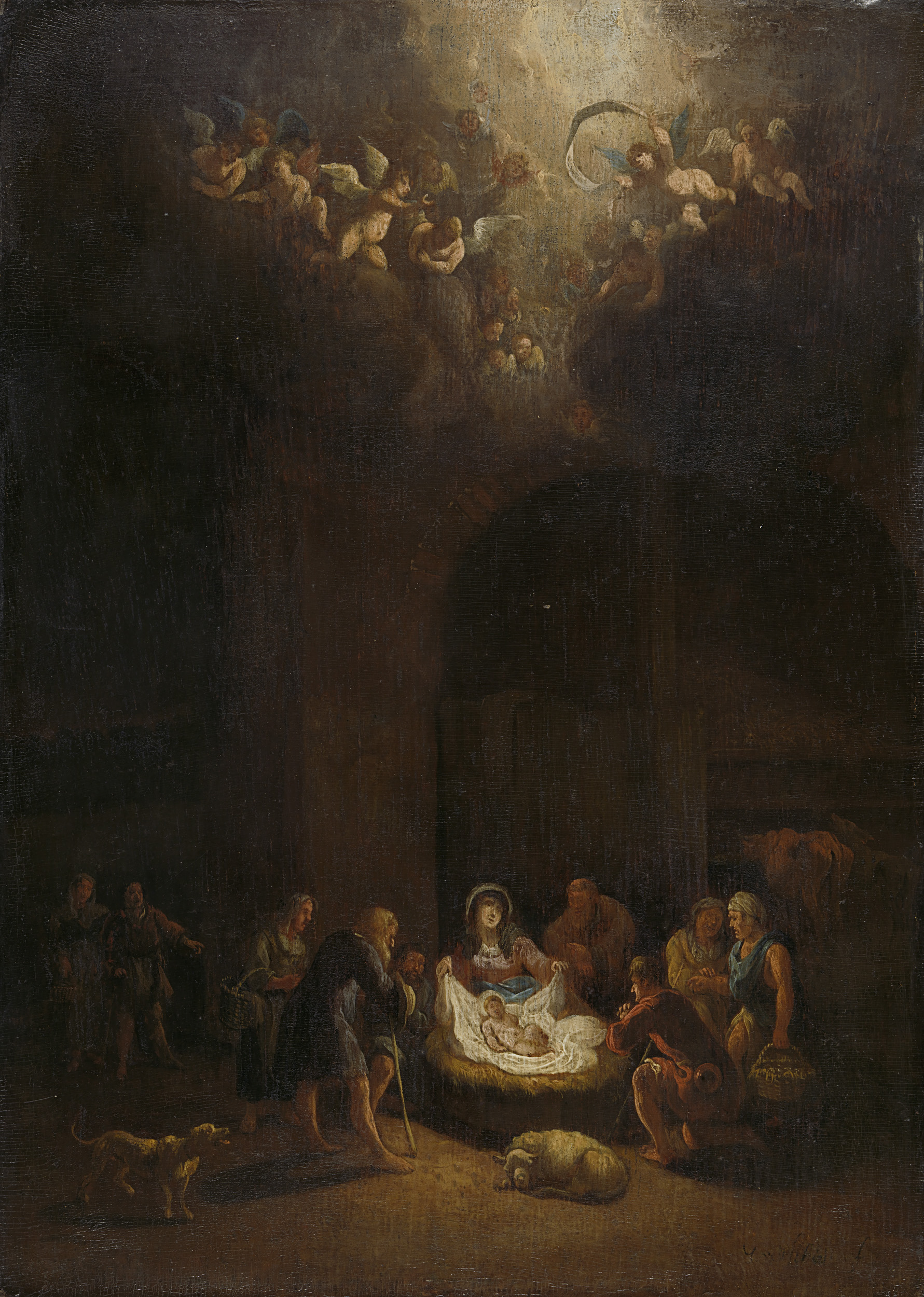
Klanění pastýřů, 1635 až 1689, 35,5 cm x 27 cm
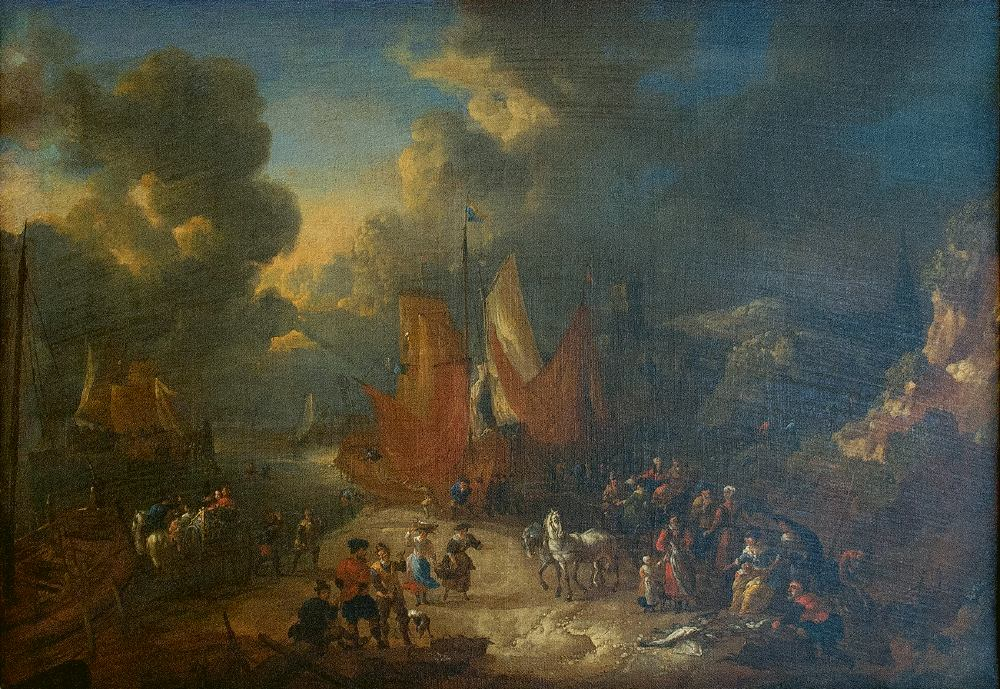
Lucas Smout mladší a Pieter Bout, Přístav a rybí trh, 1686 až 1713, 40 cm x 57 cm
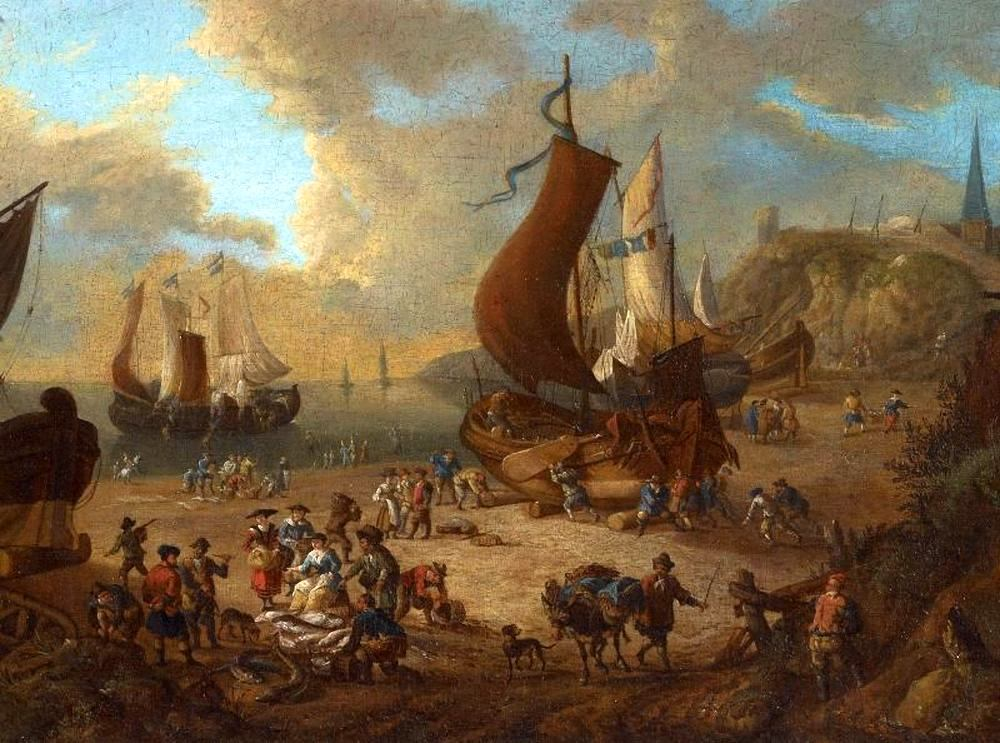
Prodej ryb na pláži v Scheveningenu
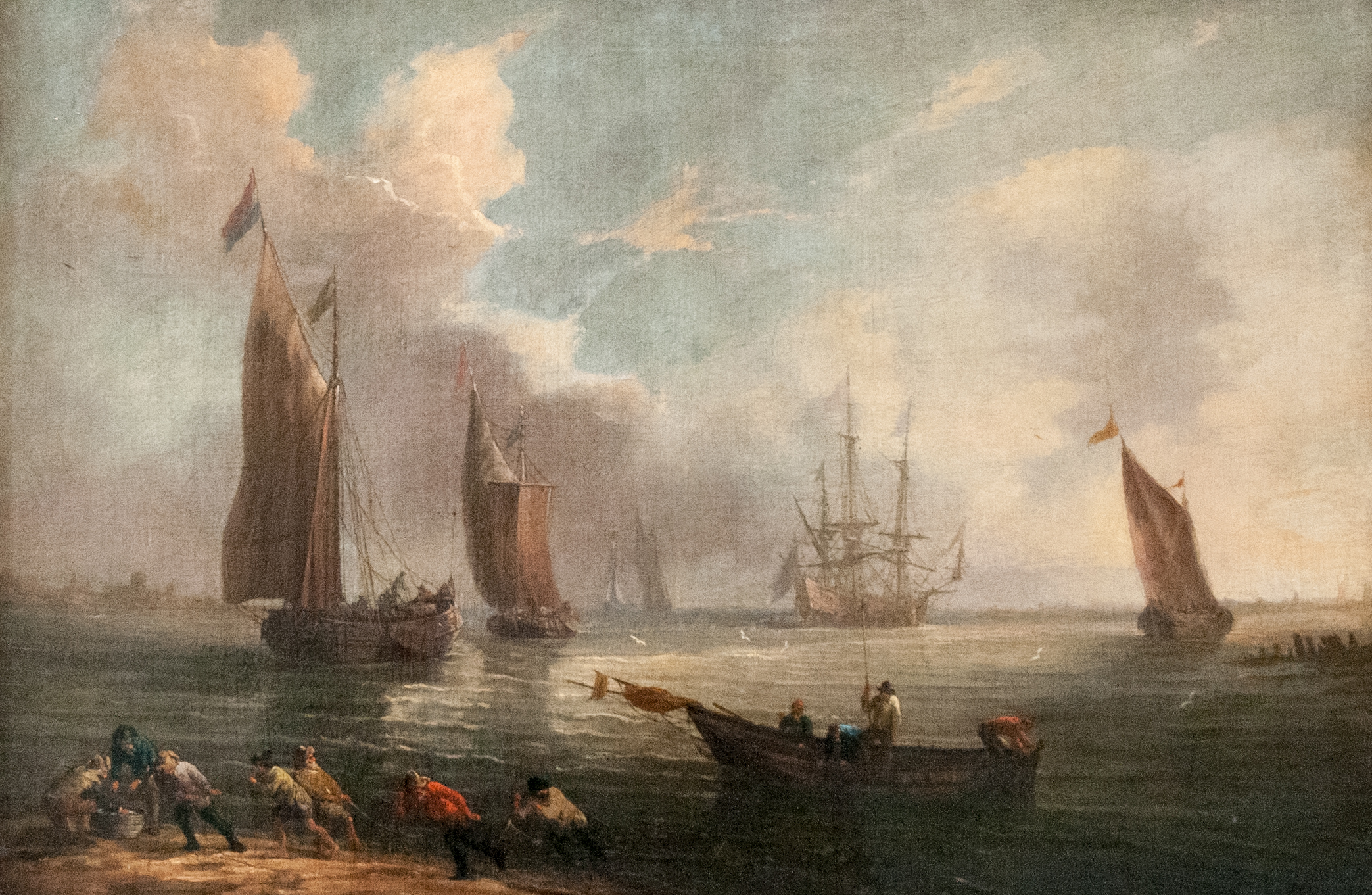
Přímořská krajina
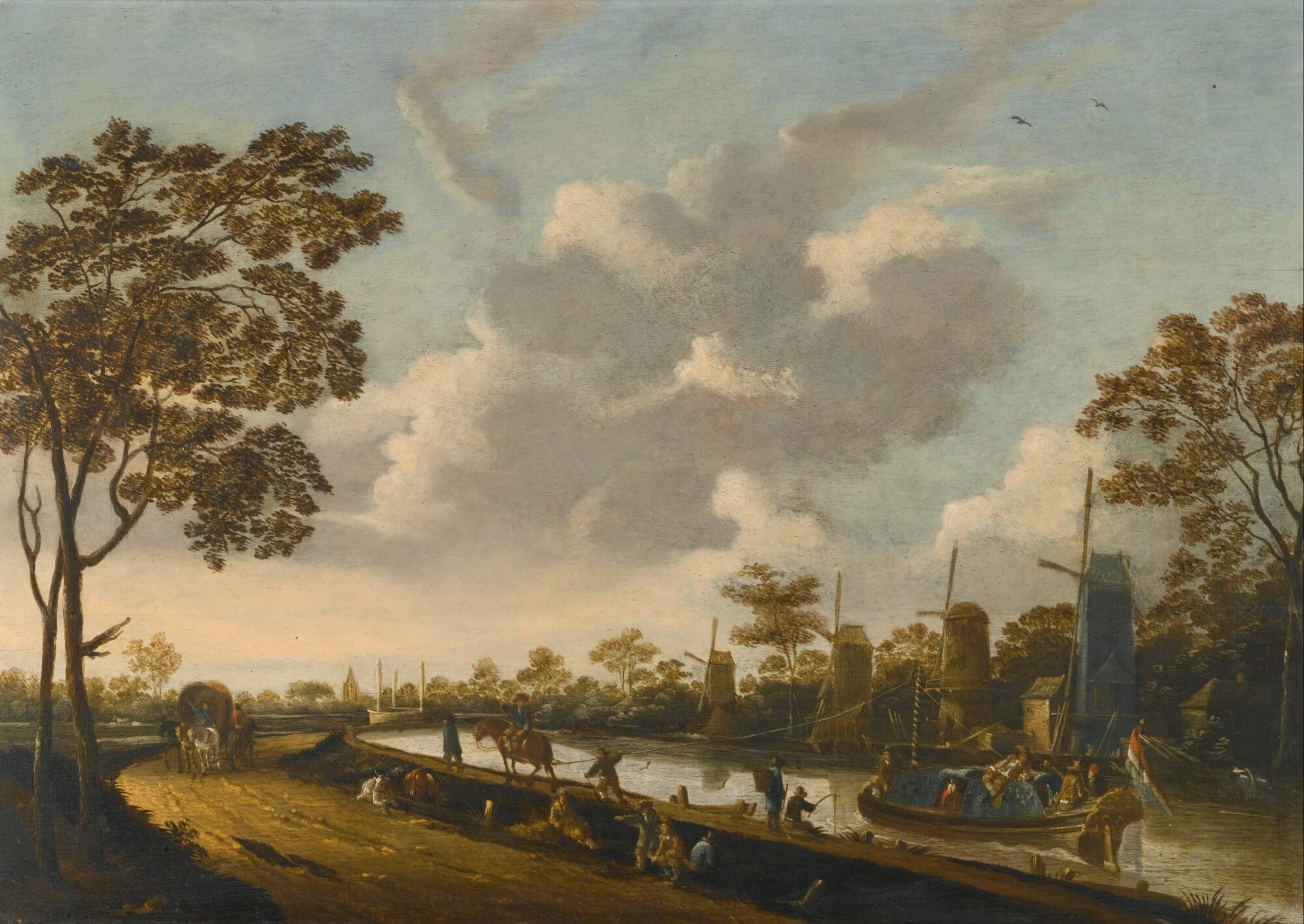
Krajina s člunem taženým kanálem